# Diözese Natal
Die 1853 gegründete Diözese Natal der Anglican Church of Southern Africa befindet sich im westlichen Teil der südafrikanischen Provinz KwaZulu-Natal, westlich und südlich der Flüsse Tugela und Buffalo. Der Sitz befindet sich in Pietermaritzburg. Sein Leiter wird Bischof von Natal genannt.
1869 bis 1891 waren die Diözese in die Diözese Natal und die Diözese Pietermaritzburg geteilt, nachdem der Bischof von Kapstadt vergeblich versucht hatte, Bischof John William Colenso abzusetzen und stattdessen in Pietermaritzburg einen weiteren Bischof zu installieren.

## Bisherige Bischöfe
| Amtszeit  | Name                             | Lebensdaten |
| --------- | -------------------------------- | ----------- |
| 1853–1883 | John William Colenso             | 1814–1883   |
| 1869–1891 | William Kenneth Macrorie         | 1831–1905   |
| 1883–1893 | vakant                           |             |
| 1893–1901 | Arthur Hamilton Baynes           | 1854–1942   |
| 1901–1928 | Frederick Samuel Baines          | 1858–1939   |
| 1928–1951 | Leonard Noel Fisher              | 1881–1963   |
| 1951–1974 | Thomas George Vernon Inman       | 1904–1989   |
| 1974–1982 | Philip Welsford Richmond Russell | 1919–2013   |
| 1982–1999 | Michael Nuttall                  | * 1934      |
| 1999–2915 | Rubin Phillip                    | * 1948      |
| 1999–2015 | Dino Gabriel                     | * 1948      |